# Дивон ле Бен
Дивон ле Бен (фр. Divonne-les-Bains) насеље је и општина у источној Француској у региону Рона-Алпи, у департману Ен (Рона-Алпи) која припада префектури Же.
По подацима из 2011. године у општини је живело 8388 становника, а густина насељености је износила 247,58 становника/km². Општина се простире на површини од 33,88 km². Налази се на средњој надморској висини од 509 метара (максималној 1.447 m, а минималној 464 m).

## Демографија
| 1962. | 1968. | 1975. | 1982. | 1990. | 2011. |
| ----- | ----- | ----- | ----- | ----- | ----- |
| 2.716 | 3.276 | 4.238 | 4.783 | 5.580 | 8.388 |

График промене броја становника у току последњих година